# Route nationale 96 (France)
Pour les articles homonymes, voir N96 et Route nationale 96.
La route nationale 96, ou RN 96, est une ancienne route nationale française reliant Château-Arnoux-Saint-Auban (Alpes-de-Haute-Provence) à Aubagne (Bouches-du-Rhône). En 2006, elle a été déclassée, et renumérotée RD 4096 dans les Alpes-de-Haute-Provence, RD 996 dans le Vaucluse et RD 96 dans les Bouches-du-Rhône.
De Château-Arnoux-Saint-Auban à Aix-en-Provence, elle faisait partie de la route européenne 712, classement reporté depuis sur l'autoroute A51.

## Historique
Initialement, l'extrémité sud de la route était située sur la RN 8 au sud de Gémenos. En 1973, son itinéraire a été modifié à partir de Pont-de-l'Étoile vers Aubagne, sur un itinéraire appartenant jusque-là à la RN 560. L'ancien tronçon au sud de Pont-de-l'Étoile a alors été renuméroté RN 396, puis déclassé en 2006.

## Itinéraire de Château-Arnoux à Aubagne/Gémenos
Le site spécialisé Wikisara indique l'itinéraire dans ce sens dans son tableau synthétique des anciennes routes nationales, et en sens inverse dans la page consacrée à la RN 96 ; la RN 396 est quant à elle donnée dans le sens nord-sud.

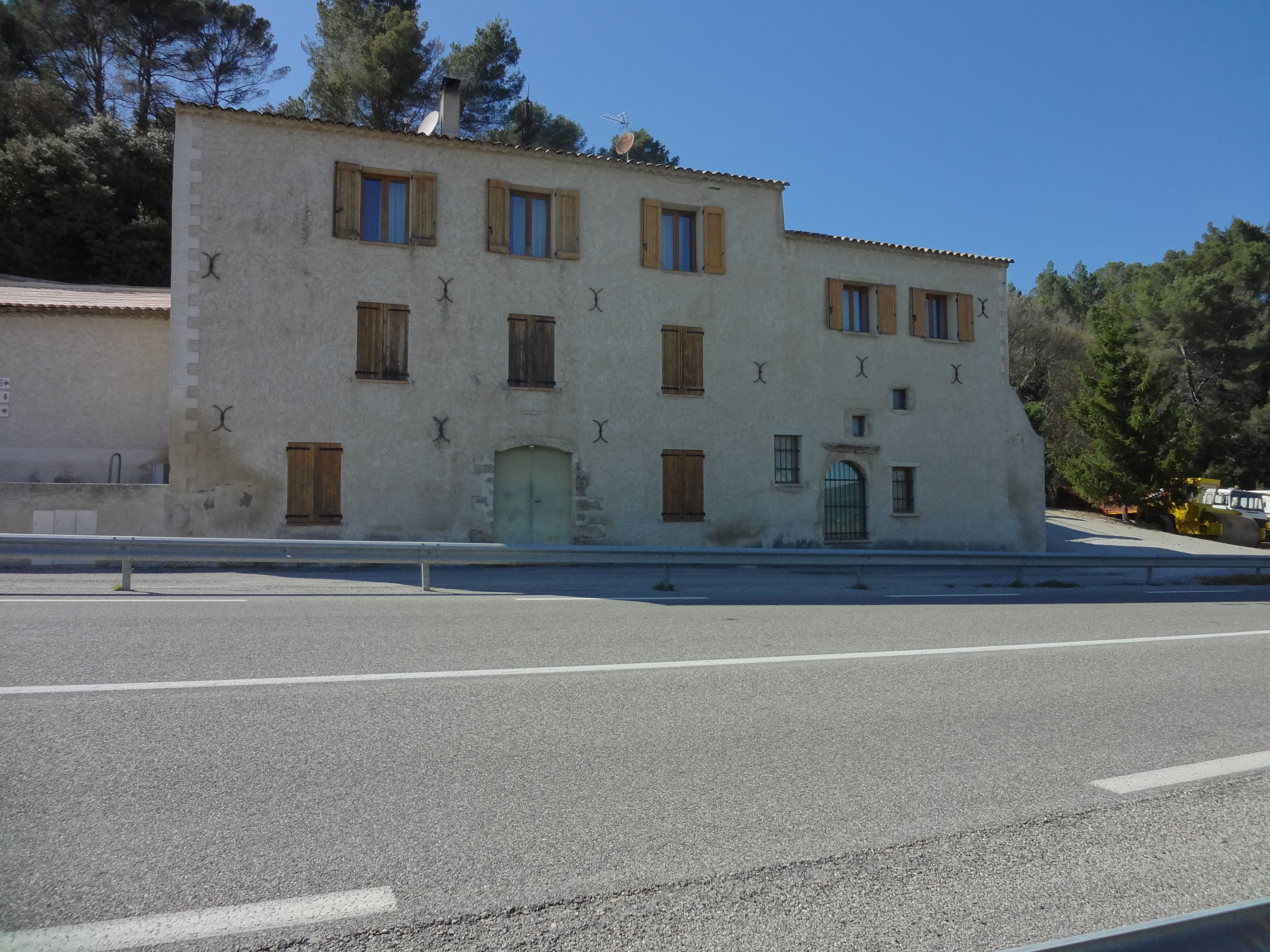
Relais de poste à Lurs.

- Château-Arnoux (RN 85) (km 0)
- Saint-Auban km 2
- Peyruis (km 10)
- La Brillanne (km 23)
- Villeneuve (km 27)
- Volx (km 30)
- Manosque (km 38)
- Sainte-Tulle (km 44)
- Corbières (km 49)
- Pont de Mirabeau (km 61)
- Peyrolles-en-Provence (km 70)
- Meyrargues (km 76)
- Venelles (km 84)
- Aix-en-Provence (km 92)

(Sur 9 km, itinéraire de la RD 7n)
- La Bouilladisse (km 105/114)
- La Destrousse (km 107/116)
- Roquevaire (km 111/120)
- Pont-de-l'Étoile (km 113/122)

Avant 1973 : 
- Gémenos (km 118/127)

Jonction avec la RD 8n (km 120/129)
De 1973 à 2006 :
- Aubagne (km 119/128)

Cet itinéraire est actuellement entièrement doublé par des autoroutes : A51 jusqu'à Aix-en-Provence, A8 jusqu'à la Barque, A52 jusqu'à Aubagne-sud.

### Points noirs et difficultés
Cette route ne comporte pas de difficulté notable, mais est pénalisée par de nombreuses traversées d'agglomérations.

### Particularité
D'Aix-en-Provence à Gémenos, la RN 96 constituait un itinéraire de dégagement pour la liaison entre le nord des Bouches-du-Rhône et la région toulonnaise, alors que la RN 8 réalisait la même liaison mais en traversant Marseille. Cette dualité reste entre l'itinéraire A8 - A52 et l'itinéraire A51 - A50 via Marseille.

## Embranchements
- La RN 296 se sépare de la RN 96 à la hauteur de l'échangeur Aix-les-Platanes de  l'A51, contourne Aix-en-Provence par le nord, et rejoint le tronçon sud de l'A51 en direction de Marseille à l'échangeur Aix-Jas-de-Bouffan. C'est une voie express de six kilomètres, à deux fois deux voies, qui n'a pas le profil autoroutier, et qui assure provisoirement la continuité entre ces deux tronçons de l'autoroute du Val de Durance.
- La RN 396, aujourd'hui déclassée en départementale, était de 1973 à 2006 la nouvelle appellation de l'ancien tronçon sud de la RN 96 entre Pont-de-l'Étoile et la RN 8 au sud de Gémenos (soit sept kilomètres), la RN 96 ayant été déviée vers Aubagne sur l'ancien tracé de la RN 560.

## Sites remarquables le long et à proximité de cette route

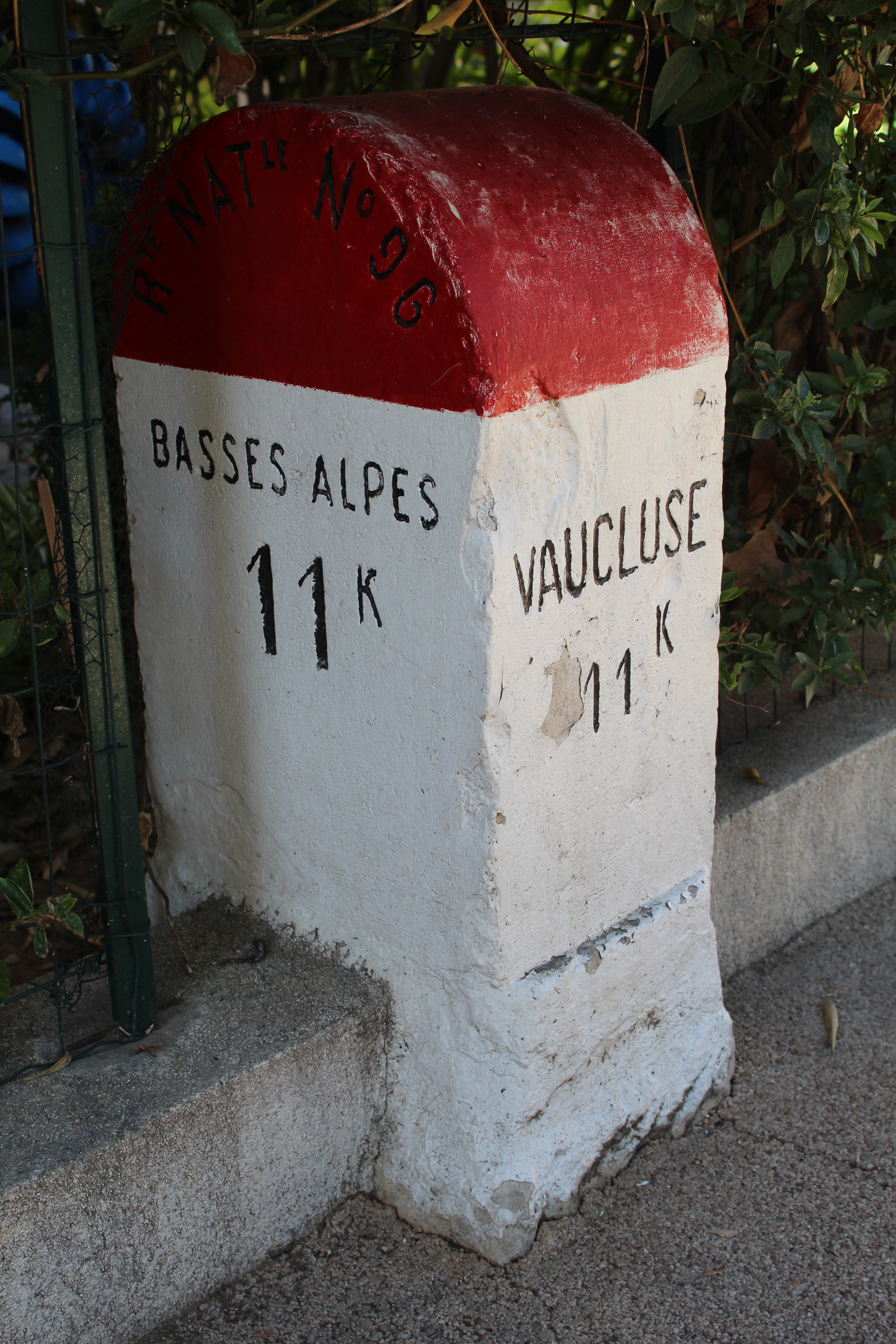
Borne kilométrique à Manosque.

- Borne kilométrique à Manosque.Monastère de Ganagobie, pont romain de Lurs
- Forcalquier
- Manosque
- Gorges du Verdon
- Défilé de Mirabeau
- Aix-en-Provence, Oppidum d'Entremont, Montagne Sainte-Victoire
- Massif de la Sainte-Baume